# 林甦
林甦（Lam So，1906年—1989年8月6日），籍貫廣東省新會縣，畢生從事粵劇及電影工作達50多年的資深演員。林甦最初演出粵劇，1948年開始演出電影至1974年，屬香港八和會館會員。除演出外，曾擔任梁醒波、任劍輝及白雪仙等粵劇伶人之經理人，亦擔任劇務、製片等工作，有「劇務王」的渾號。退休後，常為「老人中心」作義工。林甦在1989年8月6日（星期日）病逝，享年83歲。1989年8月13日（星期日）在九龍紅磡萬國殯儀館設靈吊唁；1989年8月14日（星期一）大殮出殯。

## 外部連結
- 香港電影資料館有關林甦參演電影的記錄 （页面存档备份，存于）
- 林甦在互联网电影资料库（IMDb）上的資料（英文）（英文）
- 林甦在香港影庫上的簡介
- YouTube上的林甦的演出片段